# Les Desperados de l'Arizona
Pour plus de détails, voir Fiche technique et Distribution.
Les Desperados de l'Arizona (Los rebeldes de Arizona) est un western spaghetti hispano-italien sorti en 1970, réalisé par José María Zabalza, sous le pseudonyme de Harry Freeman.

## Synopsis
Peggy Norman est une propriétaire de ranch. Après son mariage avec Alan, elle reçoit une offre du directeur d'une compagnie de chemin de fer pour vendre leur propriété afin de faciliter le tracé de la voie. Mais Alan et Peggy refusent. Leur ranch est enflammé par des hommes de main du directeur de la compagnie le jour même de la fête de leur mariage. Ils se paient donc dans le coffre fort de la compagnie, et s'enfuient. 
Ils trouvent refuge dans l'hacienda d'un Mexicain sur le point d'être expulsé de ses terres par un banquier malveillant. Ils offrent alors le prix de leur ranch pour racheter l'hacienda du mexicain. Mais le banquier ne l'entend pas de cette oreille et décide, alors qu'il a reçu l'argent, de continuer de provoquer les mexicains. Ses hommes de main se font battre par une coalition composée de villageois mexicains, d'Alan et Peggy et des habitants de l'hacienda. 
Décidés d'aller tenter leur chance ailleurs, Alan et Peggy se trouvent aux prises avec des trafiquants d'armes qui les détroussent. Secourus par un ancien homme de main du banquier, Rudy, ils parviennent à empêcher la vente des armes aux Apaches. Les échanges entre le trafiquant et les Apaches deviennent compliqués et le trafiquant meurt dans un combat singulier avec le chef apache. Il ne reste plus que sa fille Helen, que Rudy décide de protéger. Peggy et Alan quittent les lieux, mais se font détrousser de tous leurs avoirs. Ils découvrent alors un filon d'or, qui met fin à leur vie instable et leur promet un avenir.

## Fiche technique
- Titre français : Les Desperados de l'Arizona[2]
- Titre original espagnol : Los rebeldes de Arizona
- Titre italien : Adios Cjamango!
- Genre : Western spaghetti
- Réalisation : José María Zabalza
- Scénario : José María Zabalza
- Musique : Ana Satrova, Gianni Marchetti (non crédité)
- Production : Rafael Durán pour Producciones Cinematográficas Centro S.A., Cinemec Produzione
- Photographie : Leopoldo Villaseňor
- Montage : Luis Diego Álvarez
- Durée : 90 minutes
- Année de sortie : 1970
- Pays de production :  Espagne,  Italie
- Langue originale : espagnol, italien
- Distribution en Italie : Cine Mec
- Date de sortie en salle en France : 1973 (Inédit à Paris, distribué en province)[2]

## Distribution
- Charles Quiney : Alan Jackson (Cjamango)
- Claudia Gravy : Peggy Morgan
- Miguel de la Riva (sous le pseudo de Michael Rivers) : Rudy
- Dianik Zurakowska : Helen
- José Truchado : Mac
- Luis Induni : Ralston